# Sentimentalement vôtre (album)
Pour les articles homonymes, voir Sentimentalement vôtre.
Albums de Mireille Mathieu
Et tu seras poète
(1976) Fidèlement vôtre
(1978)
Singles
1. Amour défendu
Sortie : 1977
2. Mille colombes
Sortie : 1977

Sentimentalement vôtre est le dix-septième album francophone studio de la chanteuse française Mireille Mathieu publié en 1977 sous le label Philips et distribué par Phonogram. C'est également le septième album francophone de la chanteuse à paraître chez Philips. 
Sur cet album, considéré comme l'un des plus populaires de la chanteuse en termes de chiffres de vente (plus de 200 000 exemplaires vendus et certifié disque d'or), se trouve un tube souvent repris sur ses compilations françaises, la chanson Mille colombes, ainsi que le titre Amour défendu qui connaît également le succès en France.
L'album est édité sous format 33 tours, format traditionnel à l'époque pour les albums de musique, mais également en cassette audio.

## Autour de l'album

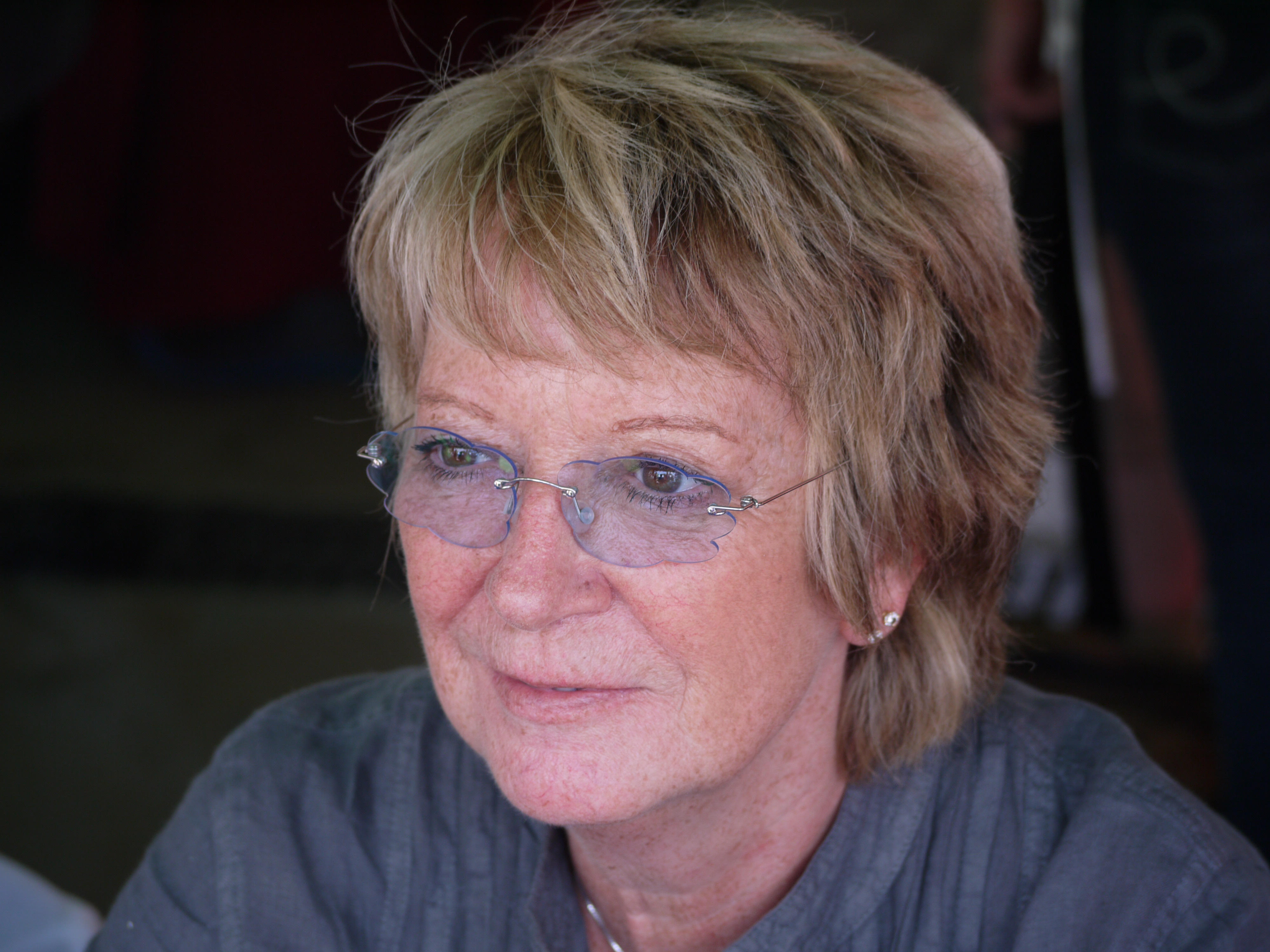
Alice Dona participe à 4 chansons de cet album (Des prières, Le silence, Un oiseau chante et Le strapontin).

Pour la composition de l'album, la chanteuse retrouve de nombreux auteurs et compositeurs comme Christian Bruhn qui a écrit la mélodie de la plupart de ses grands succès en Allemagne (Akropolis Adieu, An einem Sonntag in Avignon, Hinter den Kulissen von Paris, La Paloma ade...), Serge Lama, Alice Dona, Claude Lemesle ainsi que d'autres artistes.
C'est à partir de cet album que va commencer la collaboration très forte et continue entre Mireille Mathieu et Eddy Marnay, bien qu'il ait auparavant participé à l'album Apprends-moi de 1975 en écrivant notamment les paroles d'un autre tube de Mireille, la chanson Tous les enfants chantent avec moi, adaptation du titre de Bobby Goldsboro, I Wrote a Song (Sing Along) datant de 1975. Eddy Marnay lui écrit les paroles de 4 titres sur cet album : Amour défendu, Mille colombes, Le vieux Café de la Rue d'Amérique, une reprise française d'une chanson du chanteur néerlandais Vader Abraham et À dix-sept ans, une autre reprise, celle-ci d'un titre de Janis Ian, At Seventeen déjà adaptée par Frank Thomas en 1975 pour Claude François sous le titre 17 ans. Par la suite, il lui écrit de nombreuses autres chansons sur pratiquement tous ses albums suivants pendant une dizaine d'années.
Claude-Michel Schönberg, interprète du tube de 1974 Le premier pas, a écrit et composé un titre pour Mireille Mathieu sur cet album : La tête en feu.
La chanteuse enregistre Mille Colombes avec les Petits chanteurs à la croix de bois. Mireille enregistre de nouveau une chanson avec eux, Santa Maria de la Mer, l'année suivante sur son album de 1978 publié également chez Philips.

## Chansons de l'album
| 1.                     | Le silence                                                    | Serge Lama, Alice Dona                         | 3:37 |
| 2.                     | Sagapo                                                        | Claude Lemesle, Sylvain Lebel, Christian Bruhn | 2:57 |
| 3.                     | Un oiseau chante                                              | Serge Lama, Alice Dona                         | 2:48 |
| 4.                     | Amour défendu                                                 | Eddy Marnay, Christian Bruhn                   | 3:26 |
| 5.                     | Le strapontin                                                 | Claude Lemesle, Alice Dona                     | 2:53 |
| 6.                     | Ne me quitte pas, mon amour, ne me quitte pas                 | Jacques Brel, Jacques Demy, Michel Legrand     | 3:22 |
| 7.                     | Mille colombes (avec les Petits chanteurs à la Croix de bois) | Eddy Marnay, Christian Bruhn                   | 3:49 |
| 8.                     | La tête en feu                                                | Claude-Michel Schönberg                        | 3:20 |
| 9.                     | Le vieux café de la rue d'Amérique                            | Eddy Marnay, Vader Abraham                     | 4:03 |
| 10.                    | Des prières                                                   | Claude Lemesle, Alice Dona                     | 3:17 |
| 11.                    | À dix-sept ans                                                | Eddy Marnay, Janis Ian                         | 4:39 |
| 38 minutes 43 secondes |                                                               |                                                |      |

## Crédits
Mireille est accompagnée par :
- le grand orchestre de Yvon Ouazana[8] (Le Silence, Le Strapontin)
- le grand orchestre de Christian Bruhn[8] (Sagapo, Amour défendu, Mille colombes)
- le grand orchestre de Jean Musy[8] (Un oiseau chante, Le vieux café de la rue d'Amérique, Des Prières)
- le grand orchestre de Jean-Claude Petit[8] (Ne me quitte pas, mon amour, ne me quitte pas, La tête en feu)
- le grand orchestre de François Rauber[8] (A dix-sept ans)

La photographie de la pochette est de Norman Parkinson.

## Reprises
Quelques titres de cet album sont des reprises d'autres chansons. Mais de nombreux titres  seront repris ensuite par Mireille Mathieu dans des langues étrangères, notamment en allemand : 

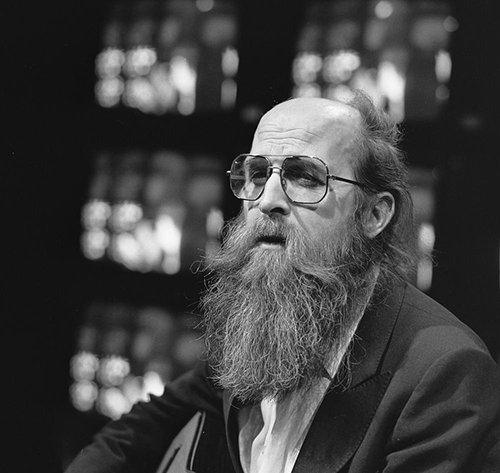
Mireille Mathieu reprend une chanson du chanteur néerlandais Vader Abraham en français, In't kleine café ann de haven.

- Le silence devient Einsamkeit sur l'album paru en Allemagne en 1980, Gefühle.
- Sagapo devient S'agapo (das heiẞt ich liebe dich) sur l'album de langue allemande de Mireille publié en 1977, Das neue Schlageralbum.
- Mireille va reprendre la chanson Un oiseau chante, titre de la chanteuse et compositrice Alice Dona[9],[10] datant de 1976 sur des paroles de Serge Lama.
- Amour défendu va devenir un grand succès en Allemagne sous le titre Walzer der Liebe qui paraîtra sur l'album allemand de 1977, Das neue Schlageralbum.
- Le Strapontin devient Zelluloid et paraîtra sur l'album Gefühle publié en 1980 en Allemagne.
- Ne me quitte pas, mon amour, ne me quitte pas est un pot-pourri de 2 chansons : Ne me quitte pas de Jacques Brel et la chanson des Parapluies de Cherbourg de Jacques Demy et Michel Legrand.
- L'énorme succès de la chanson Mille colombes deviendra un autre succès en allemand sous le titre Nimm noch einmal die Gitarre sur l'album publié en Allemagne en 1977 Das neue Schlageralbum. Cette chanson est d'ailleurs librement inspirée d'une autre chanson d'opéra, Casta Diva, de la Norma créée par le compositeur italien du dix-neuvième siècle Vincenzo Bellini.
- Le vieux café de la rue d'Amérique est la reprise d'une chanson datant de 1975 du chanteur néerlandais Vader Abraham, In 't kleine café ann de haven[11]. Joe Dassin l'enregistra également en français en 1976, sous le titre Le Café des 3 Colombes[12]. Cette chanson connaîtra également, entre autres, une version allemande en 1976 grâce à Peter Alexander, Die kleine Kneipe[11].
- En allemand, la chanson Des Prières devient Liederträume sur l'album allemand de 1980, Gefühle.
- À dix-sept ans est une reprise d'une chanson de Janis Ian, At Seventeen, déjà adaptée par Frank Thomas en 1975 sous le titre 17 ans pour Claude François.

## Single
L'album contient deux chansons qui sont publiés plus tard sous la forme de singles sous format 45 tours en France. Le premier, Amour défendu, contient Amour défendu et Le vieux café de la Rue d'Amérique ; il sort au premier trimestre de l'année 1977 et parvient à la 16e place des ventes en France.
Le second, Mille colombes, porte les chansons Mille colombes et Sagapo et sort quant à lui à la fin de l'année 1977. Celui-ci atteint la troisième place des ventes en France et s'écoule à plus de 600 000 exemplaires, devenant ainsi la onzième meilleure vente de 45 tours de l'année 1977 et permettant à Mireille Mathieu d'obtenir un disque d'or.

## Publication dans le monde
| Pays           | Maison de disques | Date de sortie |
| -------------- | --- | -------------- |
| France         | Philips (Référence Philips 9101 706 pour l'édition 33 tours et Référence Philips 7104 366 pour l'édition cassette audio) | 1977           |
| Canada         | Polydor (Référence Polydor 2424 164)                                                                                     | 1977           |
| Allemagne      | Ariola (Référence Ariola 25 325 IT)                                                                                      | 1977           |
| Japon          | Teichiku Records, Overseas (Référence Teichiku Records SUX-76-V)                                                         | 1978           |
| Mexique        | Polydor (Référence Polydor LPR-16261)                                                                                    | 1978           |
| Australie      | Carinia (Référence Carinia 25 235 IT)                                                                                    | /              |
| Afrique du Sud | Ariola (Référence Ariola ARC 2013)                                                                                       | 1978           |
| Espagne        | Ariola (Référence Ariola 252351)                                                                                         | 1981           |
| Turquie        | Yanki (Référence 637) | /              |